# Afraurantium senegalense
Afraurantium senegalense är en vinruteväxtart som beskrevs av A. Cheval.. Afraurantium senegalense ingår i släktet Afraurantium och familjen vinruteväxter. Inga underarter finns listade i Catalogue of Life.